# 사가리카 (미사일)
K-15 미사일 또는 사가리카 미사일은 인도의 사거리 700 km인 탄도 미사일이다.

## 역사
유엔 상임이사국 5개국 이외에는 최초의 SSBN인 아리한트급 잠수함에 12발이 장착된다. 수직발사관이 4개인데, 발사관 1개에서 3발이 하나의 캡슐에 담겨서 동시에 발사된다.
K-15 미사일은 1990년대 후반에 개발이 시작되었다.
잠수함용 VLS 개발사업은 프로젝트 420으로 불렸으며, 2001년에 개발이 완료되었다.
2008년까지 7회 시험발사되었다. 그 중 4번은 최대사거리 발사였다.
2008년 2월 26일, 비샤카파트남 해안의 수중 50 m의 바지선에서 발사되었다.
2008년 11월 12일, 사가리카 지상발사형 버전이 시험발사에 성공했다.
2012년 3월 11일, 최대사거리 시험발사를 했다.
2013년 1월 27일, 12번째이자 마지막 시험발사를 했다.
2015년 11월 25일, INS 아리한트 잠수함에서 사가리카 미사일을 시험발사했다.
위키백과 언어판 별로 정보에 차이가 있다. 독일어판에는, 1991년 개발하여 2008년에 실전배치되었으며, 길이 18 m, 직경 1.8 m, 무게 17 톤, 속도 마하 6, 사거리 750 km, 500 kt 핵탄두라고 설명하고 있다.

## 같이 보기
- 아리한트급 잠수함